# Clásico (1992)
Riff es el tercer y hasta ahora último álbum recopilatorio de la banda argentina de hard rock Riff, publicado
por Musimundo S.A. en 1992. Se lo conoce como "Clásico", pero se llama "Riff", ya que Musimundo S.A. también le agregó "Clásico" al álbum en CD de Pappo en concierto. Dejando el Clásico como un nombre de serie.
El álbum, lanzado en 1992 en disco compacto y nunca reeditado, está compuesto de temas del primer periodo de la banda, 1981/83. 
Lista de canciones
| N.º   | Título                        | Escritor(es)            | Duración |  |
| 1.    | «Mucho por hacer»             | Vitico                  | 5:12     |  |
| 2.    | «Pantalla del mundo nuevo»    | Michel Peyronel         | 4:14     |  |
| 3.    | «Mal romance»                 | Vitico, Michel Peyronel | 2:54     |  |
| 4.    | «Macadam 3.2.1.0»             | Pappo, Michel Peyronel  | 4:45     |  |
| 5.    | «No pasa nada en esta ciudad» | Vitico                  | 4:36     |  |
| 6.    | «Maquinación»                 | Pappo, Michel Peyronel  | 4:23     |  |
| 7.    | «Ruedas de metal»             | Pappo                   | 5:55     |  |
| 8.    | «No detenga su motor»         | Pappo                   | 3:34     |  |
| 9.    | «Necesitamos más acción»      | Pappo                   | 3:46     |  |
| 10.   | «Susy Cadillac»               | Pappo, Michel Peyronel  | 4:00     |  |
| 11.   | «Héroes del asfalto»          | Pappo, Boff Serafine    | 4:19     |  |
| 12.   | «La dama del lago»            | Pappo                   | 4.33     |  |
| 52:17 |                               |                         |          |  |

## Personal
- Pappo - Voz y Guitarra líder
- Boff Serafine - Guitarra rítmica
- Vitico - Bajo y Voz
- Michel Peyronel - Batería y Voz